# NEO (terminal mobile police gendarmerie)
Pour les articles homonymes, voir Néo.
NEO est un projet qui vise à fournir aux policiers et aux gendarmes français des terminaux mobiles dotés d'une connexion sécurisée haut débit. Il s'appuie sur une version d'Android développée initialement par la sous-direction numérique l'Agence nationale de la sécurité des systèmes d'information (ANSSI) puis par l'opérateur des systèmes d'information interministériels classifiés (OSIIC) avec l'appui du service des technologies et des systèmes d'information de la sécurité intérieure (ST[SI]²) aujourd'hui agence du numérique des forces de sécurité intérieure (ANFSI). Le terme NEO signifie nouvel équipement opérationnel. La gendarmerie utilise l'acronyme NeoGend pour désigner ce terminal.

## Historique
Le projet de création d'un outil moderne à destination des forces mobiles de police et de gendarmerie a démarré en 2014 ; son aboutissement devrait intervenir en 2017 avec la distribution des appareils mobiles concernés sur l'ensemble du territoire national.
Voici un résumé des différentes étapes du projet :
- septembre 2014 : lancement du projet
- octobre 2014 : création du comité de pilotage entre les différents acteurs du développement
- automne 2014 : définition des premières applications métier à intégrer, choix de la solution Android sécurisée Secdroid
- décembre 2014 : choix du groupement de gendarmerie du département du Nord et de la direction départementale de la sécurité publique de Seine-et-Marne pour expérimenter l'outil
- juin 2015 : premiers smartphones et tablettes distribués dans les sites d'expérimentation
- septembre à novembre 2015 : distribution de 1650 appareils[2] dans le département du Nord et la Seine-et-Marne et choix de la région Bourgogne et de la Seine-Maritime pour une seconde phase de tests
- mars à juin 2016 : distribution de 3500 équipements en Bourgogne-Franche-Comté et en Seine-Maritime.
- septembre 2016 : distribution dans les unités de gendarmerie au niveau national d'un équipement collectif (6000 appareils)
- fin 2016 : distribution de 10000 appareils collectifs et individuels au niveau national
- septembre 2017 : déploiement à l'ensemble des forces de police et de gendarmerie (90 000 terminaux)
- janvier 2018 : nouveau matériel déployé
- 2023 : compatibilité avec la Plateforme nationale des interceptions judiciaires (PNIJ)

## Plateforme technique
Les appareils, des smartphones Sony Xperia X ou Crosscall Core-X4 ainsi que des tablettes Sony Xperia Z4 ou Crosscall Core-T4, fonctionnent sous une plateforme Android modifiée à l'aide de Secdroid.  Les appareils embarquent un système de VPN lié à deux certificats électroniques : l'un pour l'appareil et l'autre pour l'utilisateur. Ceci permet de sécuriser les communications et de conserver la trace des actions effectuées par chacun des utilisateurs.
En termes de connectivité, ces appareils peuvent utiliser les réseaux opérés classiques mais également les réseaux spécifiques des forces de sécurité basés sur Tetrapol (Acropol pour la Police nationale ou Rubis pour la Gendarmerie nationale).
De nombreuses applications métier ont été développées ou le seront au fur et à mesure des besoins exprimés par les utilisateurs :
- Mementos : lecture de mémos dans un format adapté à l'appareil
- Annuaire : contacts utiles (magistrats, interprètes, administrations, etc.)
- Messagerie interpersonnelle : client de messagerie de type courriel.
- Messagerie tactique : messagerie opérationnelle de terrain (consultation des avis de recherche, des objets volés, etc.)
- Opération tranquillité vacances : permet de suivre l'historique des lieux qui ont été visités par une patrouille
- Owncloud : permet notamment de partager et de récupérer ultérieurement les photos prises en mobilité
- PVe : saisie et transmission des procès verbaux d'infractions routières au CACIR de Rennes
- Anonymisation des appels : permet aux utilisateurs d'appeler des correspondants tout en masquant leur numéro d'appel individuel
- SMS préformatés : une liste de messages prédéfinis pour répondre facilement en cas d'indisponibilité
- Prise de notes : permet de saisir des informations sur le terrain et de les retrouver dès le retour au bureau
- Gopserve : outil d'aide à la décision pour les chefs, notamment par la géolocalisation des unités sur le terrain
- BDSP : accès ergonomique à la base de sécurité publique
- TAJ : accès au fichier de traitement des antécédents judiciaires
- Lecture des bandes MRZ : permet la lecture automatisée des pièces administratives (cartes d'identité, certificats d'immatriculation, passeports, etc.)[5] par simple photographie de la pièce concernée
- Crim'In : application dédiée à la police scientifique (PTS), avec une interface permettant d'effectuer les constatations (photos, traces et indices, plans...) et de générer un rapport d'intervention

Icône de Tchap

- Tchap[6] : messagerie sécurisée de l'État français peut être téléchargée via Apple store ou Google Play contrairement à Whatsapp ou Telegram qui ne sont pas installables[7].